# Torre de Escuredo
Torre de Escuredo es un edificio situado en el municipio de El Grove. Es un edificio de estilo modernista. La casa fue construida en el año 1922.

## Historia
La casa fue construida por una familia de origen catalán dedicada a la salazón, por esa la denominación de "torre", ya que en Cataluña es habitual denominar así a los chalés.

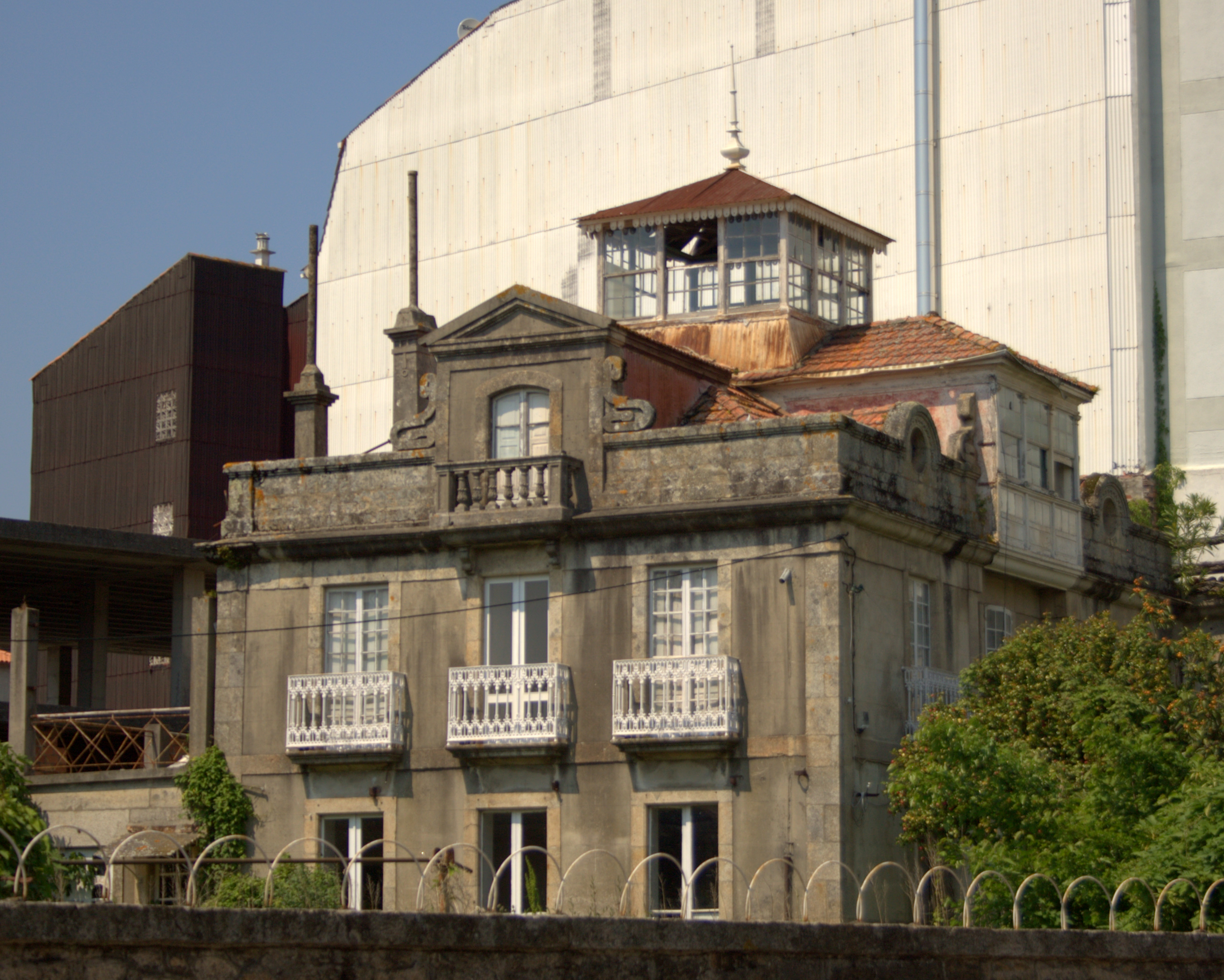
Fachada de la Torre de Escuredo